# Аврамеску, Георге

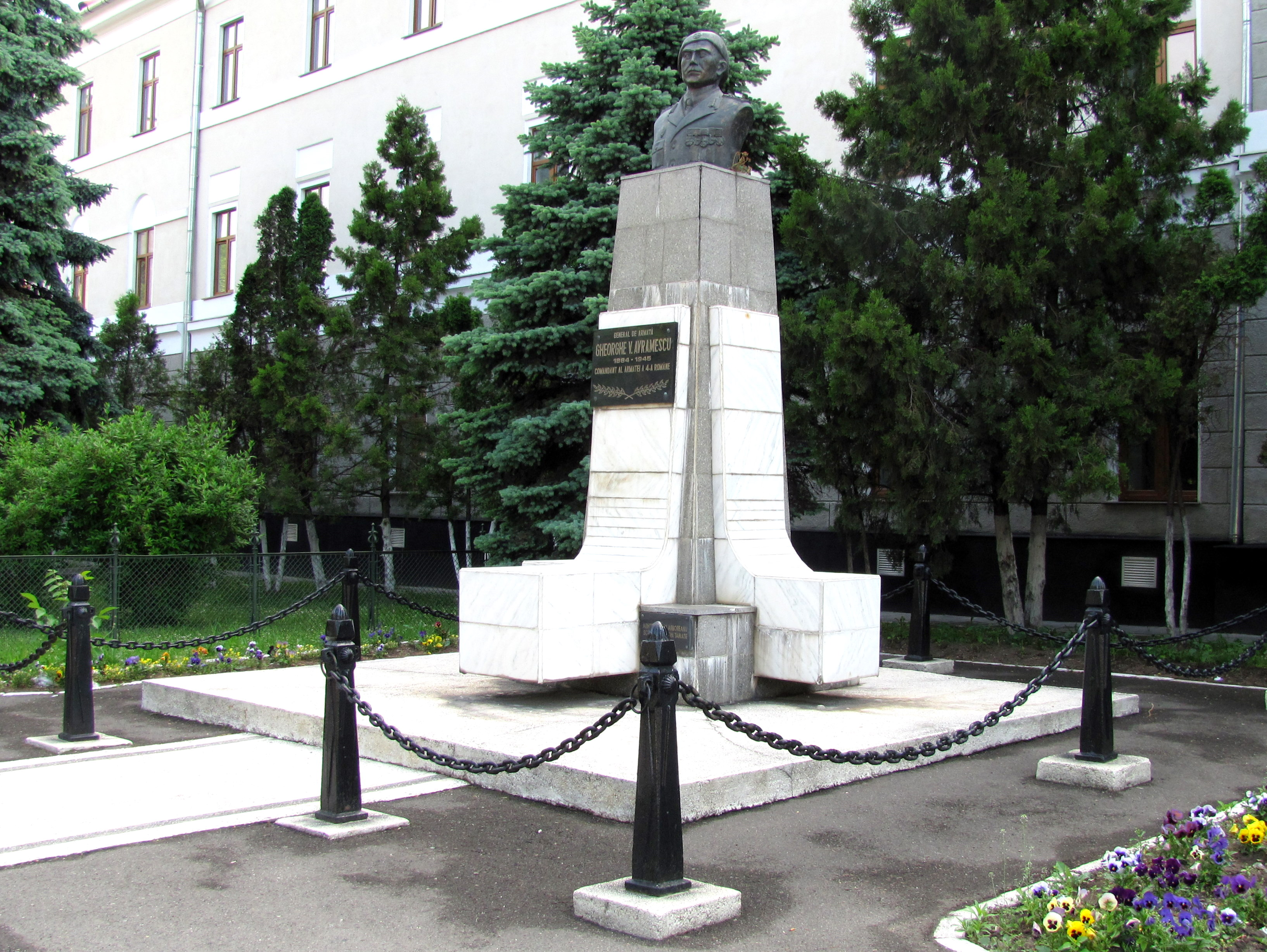
Бюст Георге Аврамеску на площади «Штефан чел Маре», Клуж-Напока

Георге Аврамеску (рум. Gheorghe Avramescu; 26 января 1888 — 3 марта 1945) — румынский военный деятель, генерал армии (с 18 июня 1942 года), участник Первой и Второй мировой войны. Он служил в должности командующего ряда армейских соединений: 10-й дивизии и Горного корпуса в 1941 году, III корпуса в 1943 году, и VI корпуса и 4-й армии с 1944 по 1945 год.

## Воинская карьера

### Первая мировая война
Аврамеску Георге родился 26 января 1888 года в  Ботошани, в бедной крестьянской семьи. Окончил пехотную школу в Будапеште в 1908 году. Участник Первой мировой войны, майор (1917). 

### Вторая мировая война (до 1944 года)
К 1941 году командир 10-й пехотной дивизии. 3 июня 1941 года назначен командиром Горного корпуса (в составе 1-я, 2-я и 4-я горнострелковые бригады и 7-я пехотная дивизия), на этой должности вступил в войну с СССР, действовал в Северной Буковине, а затем его части были переброшены в Крым и приданы 11-й армии генерала Э. фон Манштейна. Два его соединения - 1-я горнострелковая бригада и 18-я пехотная - сыграли важную роль при взятии Севастополя. 6 октября 1943 года получил в командование III корпус. 22 февраля 1944 года переведен па пост командира VI корпуса, участник боев в Молдавии. Накануне выхода Румынии из союза с Германией и вступления в войну на стороне антигитлеровской коалиции 4 сентября 1944 назначен командующим 4-й армией. В это время советская армия проводила Яссо-Кишиневскую операцию, во время которой румынские войска потерпели тяжелое поражение. Затем руководил действиями армии, уже сражавшейся на стороне антигитлеровской коалиции, в Венгрии и Чехословакии (в составе 2-го Украинского фронта маршала Р. Я. Малиновского). 11 января 1945 заменен генералом Н. Даскалеску, но уже 19 февраля вернулся на свой пост. 3 марта 1945 окончательно сдал командование генералу Даскалеску.

## Смерть
2 марта 1945 года генерал Аврамеску вызвали к командующему 40-й советской армии. Через час после начала беседы румынской делегации объявили, что Аврамеску вместе с советским генералом Ф. Ф. Жмаченко выехали на командный пункт 2-го Украинского фронта, где их якобы ожидал маршал Р. Я. Малиновский. На деле, Аврамеску был задержан. Ему объяснили, что он задержится ненадолго; не имея пока опасений за свою судьбу, он вызвал к себе жену и дочь Феличию. Временным командующим 4-й армии был назначен генерал Николае Дэскэлеску, который безуспешно пытался выяснить у советских властей судьбу генерала Аврамеску. Советский генерал Жмаченко посоветовал ему обратиться за сведениями об Аврамеску к румынскому министру обороны или в Генеральный штаб.
3 марта 1945 года были арестованы приехавшие по вызову генерала его жена Адела и его вторая дочь Феличия. Дочь повесилась (по другим сведениям, приняла яд) 6 марта. Точные обстоятельства смерти неизвестны, поскольку до сих пор не обнаружена её могила. Жена генерала, проведя более 10 лет в Сибири, вернулась в Румынию 1956 году. Из почти 40 арестованных по делу генерала почти все погибли в советских тюрьмах. 5-летняя дочь Феличии Мариана и её 11-месячный сын Палтин, несколько месяцев находились в воинской части, а затем были переданы Родике (старшей дочери генерала) и выжили.
Советские власти объявили, что Аврамеску погиб 3 марта 1945 года (в день ареста его семьи), якобы в результате авиаудара по автомобилю, в котором он ехал. Генерал был погребён в Будапеште на кладбище в будапештском предместье Шашхалом (en:Sashalom, «Орлиный холм»). На автомобиле, в котором он ехал, был обнаружен след единственной пули, которая якобы и убила генерала.
В секретном донесении Берии на имя Сталина от 22 марта 1945 г. сообщалось, что во время следования генерала Аврамеску в штаб 2-го Украинского фронта в результате налета вражеской авиации он был убит.
Этот случай странной смерти остается открытым для историков-исследователей. По мнению ряда историков, причиной гибели и репрессий в отношении его окружения (всего было арестовано около 40 человек, включая родственников и ближайших сотрудников) было намерение короля назначить Аврамеску министром обороны, при том, что были известны антикоммунистические настроения генерала. Как ещё одна из причин рассматривается тот факт, что муж дочери, лейтенант и князь Илие Влад Стурдза, сын министра в «легионерском правительстве» 1940—1941 гг. и сам бывший активист легионерского движения, ранее перебежал к немцам на чехословацком фронте. В то же время, сам генерал не был замешан в связях с легионерами, а его старшая дочь Родика и её муж Пауль Басарабеску были известны антигерманскими настроениями. Генерал Николае Драгомир донёс советским властям о том, что бежавший к немцам лейтенант Стурдза через знакомых выходил на генерала и пытался убедить его также бежать на занятую немцами территорию. Самому Драгомиру это не помогло — он провёл 11 лет в советских лагерях
23 октября 2000 года останки генерала Аврамеску были возвращены в Румынию и были перезахоронены с воинскими почестями на военном кладбище города Клуж-Напока.

## Награды
Румыния
- Орден Михая Храброго
  - 2-го класса (25 октября 1942)[5]
  - 3-го класса (17 октября 1941)[5]
  - 3-го класса с мечами (22 ноября 1944)[6]
- Орден Звезды Румынии
  - великий офицер (15 февраля 1945)[7]
  - командор (8 июня 1940)[8]
- Орден Короны Румынии, офицер[5]

Германия
- Железный крест 1-го и 2-го классов (29 июля 1941)
- Немецкий крест в золоте (25 октября 1942)[5][9]

Словакия
- Орден Креста Победы 1-й степени[5]